# میک دوهان
میک دوهان (انگلیسی: Mick Doohan؛ زادهٔ ۴ ژوئن ۱۹۶۵) اهل استرالیا است. دوهان پنج قهرمانی متوالی در مسابقات قهرمانی موتورسواری دارد. پسر او جک دوهان نیز راننده حرفه‌ای اتومبیلرانی است.
وی همچنین برندهٔ جوایزی همچون مارکا لیندا شده است.